# Leonard Hofstadter
Dr. Leonard Hofstadter Leakey egy kitalált szereplő az amerikai CBS csatorna Agymenők című szituációs komédiájában. A karakter megformálója Johnny Galecki. Nevét Sheldon Leonard színészről és producerről kapta.

## Jellemzése
Leonard együtt él barátjával, Sheldon Cooperrel egy albérletben Pasadenában, egy lepusztult bérház (a lift a sorozat végéig nem működik) egyik apartmanjában (4/A). Mindketten ugyanannál az egyetemnél dolgoznak Los Angelesben. Leonard kísérleti fizikus. Hihetetlen okos, IQ-ja 173. Leonard New Jersey-ből származik, majd a Princetoni Egyetemre járt, ahol 24 évesen doktori címet szerzett. A doktori védése alkalmával előadott értekezése, ami a kísérleti részecskefizikáról szólt, az év értekezése díjat kapta. Igaz a harmadik évad végén kiderül, hogy már 7 éve él együtt Sheldon-nal, akivel a legjobb barátok, mégis sokszor kerül Sheldon miatt kellemetlen helyzetbe. Ilyenkor Leonard mint egy tolmács igyekszik viselkedni Sheldon és a többiek közt, elmagyarázva Sheldon viselkedésének okait. Szerelme a szomszéd lány, Penny, akit beköltözése óta próbál meghódítani, mely végül 3 év után sikerül is. A folyamatos “se veled, se nélküled” kapcsolatuk külön érdekességekkel szolgál a sorozatnak. Ez idő alatt volt több kalandja más lányokkal, például Leslie Winkle-lel, Sheldon esküdt ellenségével.
Akárcsak három barátja, szeret videójátékokkal játszani, paintballozni, imádja a képregényeket és a sci-fit. Gyűjtő, számos ritka filmes tárgyat és képregényt őriz.
Laktózérzékenységben szenved, ha tejet, sajtot vagy nyers tejterméket fogyaszt, a gyomra felfúvódik tőle.

## Családja
Leonard édesanyja egy elismert pszichiáter, aki fel-feltűnik a sorozatban is, mindig kellemetlen helyzetbe hozva ezzel fiát és környezetét. Családja többi tagjáról csupán annyit tudunk, hogy van egy nővére és egy bátyja, akik sikeresebbek nála. Nagyanyja Alzheimer-kórban szenved. Feleségül vette Penny-t.